# فناپ
شرکت فناپ،  یکی از شرکت‌های فناوری اطلاعات و ارتباطاتِ خصوصی کشور ایران است که در پنج حوزه فناوری اطلاعات و ارتباطات شامل پرداخت و تجارت الکترونیکی، ارتباطات و سرویس‌های ارزش افزوده، خدمات مالی (بورس، بانک و بیمه)، نوآوری و سرمایه‌گذاری خطرپذیر، راهکارهای جامع یکپارچه سازمانی و دولت الکترونیک در قالب مهندسی، تدارکات و ساخت فعالیت می‌کند. این شرکت در حال حاضر حدود ۴۰۰۰ نفر پرسنل دارد.
این شرکت از سوی برخی از کنشگران، به تسهیل سانسور اینترنت در ایران متهم شده‌ است. ۱۷ مرداد ۱۴۰۴ وزارت خزانه‌داری آمریکا، شرکت فناپ را به دلیل کمک به جمهوری اسلامی ایران در دور زدن تحریم‌های آمریکا و ادامه سرکوب مردم ایران تحریم کرد.

## تاریخچه
شرکت فناوری اطلاعات و ارتباطات پاسارگاد آریان (فناپ) در ۲۴ دی‌ماه سال ۱۳۸۴ با سرمایه‌گذاری گروه مالی پاسارگاد تأسیس شد. شرکت فناپ که عضو پارک فناوری پردیس نیز هست، با همکاری جمعی از نخبگان و فارغ‌التحصیلان دانشگاه‌های برتر کشور و کارآفرینان صنعت فناوری اطلاعات و ارتباطات به صورت سهامی خاص تأسیس شده است. هر چند این شرکت در ابتدا قرار بود تنها نیازهای گروه مالی پاسارگاد را در زمینه فناوری اطلاعات برطرف کند، اما به مرور زمان تعدادی دیگر از بانک‌های کشور، مؤسسات مالی و اعتباری و شرکت‌های بزرگ نیز خواهان خدمات این شرکت ایرانی در صنعت فناوری اطلاعات با ارائه راهکارهای جامع مالی، راهکارهای جامع بیمه‌گری، بورس، و مدیریت و پردازش تراکنش‌های مالی شدند.

جشن سالگرد تأسیس شرکت فناپ در سالن همایش‌های برج میلاد تهران

## شرکت‌های زیرمجموعه
داتین، پرداخت الکترونیک پاسارگاد، پارسا، داتکس، آدونیس و بنیاد ققنوس از شرکت‌های زیرمجموعه فناپ در حوزه فناوری‌های مالی و پرداخت هستند. دو شرکت داتین و پرداخت الکترونیک پاسارگاد از بزرگ‌ترین شرکت‌های زیرمجموعه هلدینگ فناپ به‌شمار می‌آیند؛ داتین به صورت تخصصی روی سامانه‌های متمرکز بانکی و بیمه‌ای متمرکز است و هم‌اکنون پیاده‌سازی سامانه بانکداری متمرکز در بانک سپه را برعهده دارد و پرداخت الکترونیک پاسارگاد نیز به‌عنوان یکی از شرکت‌های گروه مالی پاسارگاد به‌صورت تخصصی در حوزه پرداخت الکترونیکی فعالیت می‌کند.
در حوزه فناوری‌های دیجیتال صنعتی نیز می‌توان از شرکت‌هایی مانند فناپ‌تک، فناپ‌زیرساخت، و ابرآروان نام برد.
فناپ، شرکت ابرآروان را تحت عنوان «عرضه‌کننده زیرساخت یکپارچه ابری» معرفی می‌کند.
همچنین از دیگر شرکت‌های زیرمجموعه فناپ می‌توان به فناپ‌تلکام و زی‌تل اشاره کرد که در حوزه فناوری‌های ارتباطی مشغول فعالیت‌اند.
در حوزه فناوری‌های سبک زندگی دیجیتال هم شرکت‌های فناپ‌پلاس و شناسا از جمله شرکت‌هایی هستند که مأموریت اصلی‌شان گسترش خدمات و محصولات دانش‌بنیان برای توسعه زیست‌بوم و پشتیبانی از رشد و بالندگی در این عرصه است.

## همکاری در محدودسازی اینترنت و فیلترینگ
دو رسانه و یک مرکز تحقیقاتی آلمانی در گزارش تحقیقی مشترک اعلام کردند که ابر آروان از شرکت‌های زیرمجموعه فناپ، به راه‌اندازی شبکه ملی ایران و قطع اینترنت در ایران کمک می‌کنند. طبق این گزارش شرکت «سافت کلود(Softqloud)» در شهر میربوش در نزدیکی دوسلدورف آلمان به راه‌اندازی شبکه ملی اطلاعات و قطع اینترنت در ایران کمک می‌کند. بر اساس تحقیقات مشترک دو نشریه «تاتس» و «نتس‌پولیتیک» همچنین مرکز تحقیقاتی «کورکتیو»، شرکت سافت کلود شاخه‌ای از Arvancloud یا همان ابر آروان است. آنالنا بربوک، وزیر خارجه آلمان در مصاحبه‌ای این اتفاق را بسیار حیرت‌آور خواند و گفت که مقام‌های امنیتی این موضوع را بررسی خواهند کرد. پیش تر نیز متخصصان فناوری، از جمله امیرعماد میرمیرانی(جادی)، حسین رونقی و بسیاری دیگر از نقش ابرآروان در قطع دسترسی به اینترنت پرده برداشته بودند. ابرآروان تنها یکی از شرکت‌های طرف قرارداد حکومت فعلی ایران است که به دستیابی این حکومت به شبکه ملی اطلاعات و آماده‌سازی زیرساخت‌های شبکه برای قطع اینترنت جهانی کمک می‌کند. به بیان ساده، ابرآروان با کمک به پروژه «ابر ایران» شرایطی را فراهم کرده که حکومت ایران هر زمان که نیاز داشته باشد بتواند با هزینه و دردسر کمتری اینترنت را قطع کند.